# 新世紀 淫魔聖伝
『新世紀 淫魔聖伝』（しんせいき いんませいでん）は、2001年にアダルトアニメレーベルであるGREEN BUNNYから発売されたアダルトアニメ。アダルトアニメの監督業で知られた金澤勝眞が原作・脚本を手掛けた完全オリジナル作品。全6話で、各話約30分。

## ストーリー
第一章
先祖を同じくする大鳥家と亀山家は、ある学院をめぐって長年にわたり対立を続けてきた。その学院で女子生徒を狙った事件が頻発し、鉄仮面とマントに身を包んだ人物が犯人ではないかと目されていた。ある日、水泳部の瀬名が触手に襲われた末に強姦されるという事件が発生する。そして瀬名の友人である大鳥真緒の前にも鉄仮面が現れ、窮地に立たされる。その時、亀山家の一人娘・瞳が真緒の窮地を救った。
第二章
鉄仮面が真緒を手にかけようとしたその時、真緒の身体が光り輝き、鉄仮面は消滅する。友の敵討ちを誓い、真相の究明を目指す真緒の前に、佐川の操る大元帥明王が立ちはだかる。
第三章
香が火巫女の策略を探る間にも、少女たちが犠牲になっていく。真緒の周囲の少女たちもまた真相に近づこうとしていた。
第四章
火巫女は己の望みのために学院の少女たちを手にかけることで、全ての神将に武具をいきわたらせようとしていた。火巫女のしもべである高志が綾乃へと近づいていく。
第五章
真緒が理香子の依代であることを知った香は、その目撃者である綾乃を殺そうとして真緒の反感を買ってしまう。真緒は事件の真相を探るべく直接亀山家を訪れるが、彼女の前に瞳が現れる。
第六章
香は火巫女の悪事の償いを瞳にさせるべく、瞳を結界の中に閉じ込め、操った生徒たちに襲わせる。見過ごせなくなった真緒は瞳を助けるべく結界の中へ入るが、香の結界が消えた途端に別の結界が張られ、真緒と瞳は結界内で触手に襲われる。

## 登場人物
大鳥 真緒
本作品の主人公である16歳ほどの少女で、地元を霊的に守護する退魔師の宗家である大鳥家の次女。
焦げ茶の髪をショートカットにして一見ボーイッシュだが、後述の瞳とは違って割と巨乳である。
学院では弓道部に所属している。不完全ながら母・理香子の霊を召喚する力を持っており、ピンチの際は無意識ながら理香子を降霊させる。
瞳の双子の姉として生まれたが、厳密には瞳とは姉妹ではない。ストーリー後半になるまで瞳のことを従妹だと思っていたが、無意識につながりを感じ取っていたのか、何かにつけて瞳の身を案じて助けようとする。
第二話で佐川の操る大元帥明王の触手に犯され、またその後も香の言動や後輩・友人の度重なる死に打ちのめされ、暫く何も手に付かない時期もあったが、自身を奮い立たせ、火巫女が理香子復活の儀式を敢行した際には、対抗するために自ら真言を唱え続け、結果的に世界を救った。
亀山 瞳
大鳥家の分家筋である亀山火巫女の娘として育てられている、真緒と同年代の少女。灰色の髪の毛をショートボブにしており、血縁である真緒に比べて貧乳な美少女。普段は封印されて小型化したボンノを肩に乗せている。
実は火巫女の夫・不二夫が強引に理香子を犯し、真緒と二卵性の双子として生まれた子供。その事実を当初から知っており、理香子の死後、自分を育ててくれた火巫女の役に立ちたいという気持ちと、姉の真緒への複雑な気持ちが相俟って真緒へ辛辣に当たる一方で、何かにつけて真緒を心配する。
第六話で操られた生徒に男女含めて輪姦され処女をボンノの目の前で喪った後、メラニーの操る触手に絡め取られ真緒と一緒に更に犯されてしまう。
理香子復活の儀式の際に最後の生贄にされかけるが、絶命する前に真緒が介入したため儀式は失敗し、後日生還している（ラストシーンで、逆光で顔は見えないが屋上に立っている姿が出てくる）。
大鳥 香
真緒の姉で、大鳥家の現当主。普段は穏やかで優しく男女問わず学園生から人気があるが、大鳥家の役目に関わることになると非情かつ冷酷な決断や行動を下せる。普段は式神のボダイを肩に乗せている。
最初の内は余裕の態度で、火巫女の行動を黙認しているかのような様子を見せたり、大鳥の内部事情を垣間見た生徒を殺そうとしたりしていたが、後半、真緒の真の正体を知って動揺した隙に鉄仮面に拘束され、火巫女にボダイを取り上げられると余裕を失い、下半身不随にされて不二夫に犯される。真緒と顕が救出に来た際に不二夫を絞殺、さらに火巫女に対する報復として、学院生達を操り人形にして瞳を輪姦させる。
理香子復活の儀式の際は、真緒の元に自分の魂を送り込み真緒の援護を行なうが、魂が肉体に戻れず息絶えた。
亀山 火巫女
瞳の義母で、理香子の妹でもある。大鳥学院の理事長にして、本作品のラスボス。式神は金剛夜叉明王。
自らが手に掛けた「お姉ちゃん」を生き返らせたいという欲望、それこそが今作品の始まりであり、そのために多くの犠牲者が出ることも厭わずに復活の儀式成就に邁進する。
理香子の死により守る者がいなくなりボンノに襲われそうになっていた瞳を助けて（という口実を作るため、元々飼っていたボンノを瞳に差し向けた）、己の望みのため養女とするが、本気で自分を案じている瞳の態度に、わずかながら葛藤があった模様。
大鳥 理香子
香、真緒、瞳の実母で、火巫女の姉。大鳥家の先代当主。
火巫女とは姉妹で同性愛関係だった。正式な夫との間に香をもうけた後、不二夫に横恋慕された末に強姦され、真緒と瞳を産む。最後は嫉妬に駆られた火巫女に毒を盛られ、弱ったところをボンノに殺された。
死後は真緒に憑依することで彼女の危機を何度も救い、復活の儀式の際には瞳の体からその姿を現すも、儀式によって破壊された地脈を鎮めた後は火巫女の意思には従わず姿を消した。
山本 瀬名
真緒の友人の巨乳な眼鏡っ娘で、髪の毛を三つ編みにした大人しい少女。
火巫女の計画により「鞘」として選ばれた少女の一人であり、鉄仮面の生贄の儀式の最初の犠牲者となり、真緒の目の前で魂を抜かれ死亡した。
古賀 玲子
緑髪をストレートロングにした吊り目な少女。テニス部の女生徒であり、二人目の「鞘」として犠牲となった。真緒と直に関わらない唯一の「鞘」。
佐川と付き合っていたらしいが利用されただけで、梵字を確認後はアッサリと鉄仮面に引き渡される。その後、神社の境内にて彼女は鉄仮面の儀式により、神将の武具である槍を無理矢理引き抜かれ絶命。
彼女の絶命後、香によって火巫女の計画を調べる為に道具として利用された。
高須 寿々音
真緒の弓道部での後輩であり、三人目の「鞘」として犠牲になった少女。
触手の襲撃の際には弓矢を用いて戦っていたが、すぐに限界を迎える。
佐川の後任である高志に更衣室で襲われ梵字を確認された後、鉄仮面の儀式に奉じられて「武具」を抜かれて死亡している。
豊田 萌夏
真緒の友人で、顕に想いを寄せているツインテールな貧乳美少女退魔師。武器は薙刀を主に使う。
高志が綾乃に接近するのを見て「近寄るな」と直談判に行くが、逆につけこまれて犯され、「鞘」と判明し四人目の犠牲者となる。
顕と真緒の関係を誤解し、嫉妬から一時期冷たく接した事を真緒に詫びながら息絶えた。
小沢 綾乃
三年生のテニス部員。退魔師で、お札を武器としている。
萌夏の死で感情が爆発し力を暴走させた真緒が理香子の霊を呼び出したことを香に話し、口封じに殺されそうになる。真緒が駆けつけたことで難を逃れたかに見えたが、連れ出した瞳の手引きによって高志に犯され「鞘」と分かり（綾乃自身、自慰をした際に鳩尾に梵字が浮かび上がったことで自分も狙われると気づいていた）、5人目の犠牲者となる。
なお、彼女のみ本編で鉄仮面の儀式のシーンが描かれていない（高志とのシーンの後で登場した際には、先の四人の儀式後と同じく全裸で絶命した姿になっている）。
鉄仮面
文字通り鉄仮面で顔を隠し、赤いマントを羽織っている人物。火巫女の計画の為の儀式を行い、触手を操って「鞘」の少女たちを凌辱し快感を与え、鳩尾に「鞘」の証である梵字を浮かび上がらせた後、魂を抜き取り生贄として武将像に捧げる役目を担っている。
大麻
火巫女の手下。操る式神は降三世明王。
身の丈に合わない野望を持っていたらしく、佐川と組んで陰で色々と活動していたが、香に利用されて蜘蛛の式神を憑依させられて瞳を襲い、火巫女によって抹殺された。
佐川
火巫女の手下。操る式神は大元帥明王。
身の程を弁えない野望を持っているが小者。瀬奈を大元帥明王にて犯し、玲子を恋人の様に抱きながら鉄仮面にアッサリと渡す。
調子に乗り真緒を犯した後に、瞳をも犯そうとしてボンノに惨殺された。
志村 高志
式神は軍荼利明王。
火巫女の寵童。「鞘」の少女を探す彼女の命を受けて寿々音・萌夏・綾乃を凌辱し、彼女たちが「鞘」であることを突き止めると鉄仮面に彼女たちを引き渡す。
瞳が香の操る生徒達に凌辱されている時に助けようと向かうが、メラニーによって殺害される。
夜叉神 顕
真緒の護衛を務める妖狐。普段は学園の教師の一人として長髪の青年の姿を取っている。基本的に真緒以外の人間には興味がなく、萌夏に裸で迫られても全く相手にしない。真緒の姉である香さえ、真緒に危害を加えるなら排除も考える。真緒の真の出生の秘密を知っている。
真緒が萌夏の死で力を暴走させた際には妖狐に戻って食い止め、理香子復活の儀式の際は、真緒と共に儀式の場に乗り込んで瞳の救出を試みた。
真緒が犯されている時には負傷して結界内で休んでいたり、メラニーが真緒と瞳を襲った時には殺害は阻止しても強姦は止められないなど、アニメの内容のせいとはいえいささか頼りなさが目立つ。
ボンノ
実際の書き方は漢字か片仮名か不明だが、名前の由来は『煩悩』と思われる。本来は魔獣だが、瞳の使い魔として共に行動する。
瞳を犯す事を夢見ている。火巫女に施された封印を解かれると本来の姿に戻るが、そうなれば欲望のまま瞳を犯しに来る為、普段は小さい姿にされ、解封と再封印は瞳の意思による。
皮肉にも、第六話では目の前で瞳が生徒達に輪姦されるのを見せ付けられた。その後眠っている間に封印を解かれ、理香子復活の儀式の生贄にされかけた瞳を救おうとして叶わなかったが、最後のシーンで瞳と思しき人影の傍に、封印された小さな姿があったことから、生き延びたと思われる。
ボダイ
香の式神。名前の由来は「菩提」であると思われる。普段は青く小さな姿で、本性は水棲生物を思わせる姿をしている。
香が術を使ったことで淫靡な気分になった際、「お相手しましょうか？」と発言しているので、そういう役割も持つらしい。
後半は、亀山家の座敷牢に香と共に忍び込んだ際、制御権を火巫女に奪われ、不二夫に強姦される香を助けなかった。また里香子復活の儀式の際は、瞳を助けようとしたボンノの邪魔をした。
亀山 不二夫
亀山家の男。火巫女の夫となったが、理香子に横恋慕して強姦し、妊娠させた。
理香子の死後は発狂し、地下の座敷牢で次々と女性を与えられ、それらすべてを理香子と思い込んで犯した末に殺していた。大和や松本もその犠牲になった。
正気を取り戻すこともあり、その際は瞳に警告をしたり、香に取り縋って理香子を強姦したことの赦しを請うたりしていた。
実は鉄仮面の依代でもあったらしく、不二夫の座敷牢の中に現われ、香をその餌食とした。最後は香に絞殺される。
松本 冴子
養護教諭として派遣されてきた特命教師で、役割は大鳥家や亀山家の監視。
女生徒達が行方不明になる等の事件を解決すべきと火巫女に訴えるが、相手にされず内偵をしていた。やがて火巫女に捕らわれ不二夫に与えられる。
瞳の手引きで脱出した直後、香によって殺害されてしまい、表向きは「転勤」として処理される。
大和 美奈子
座敷牢に囚われていた特命教師。不二夫に犯され続けて死亡してしまう。辞表を出した事にされているが、実際は火巫女一派に攫われていた。
メラニー・クール
松本の後任としてやって来た特命教師。褐色肌と白に近い色合いの髪が特徴の外国人女性で、香が火巫女の計画を阻止しようとする動きがないことに業を煮やした政府が派遣した。
カラスを使い魔に学園内の状況を探る。真緒もしくは瞳が火巫女の計画のキーパーソンであることを察知し、香が学院の生徒達を使って瞳を襲わせた際、助けに来た真緒共々触手の餌食とした末に殺そうとする。そこに現われた顕と戦闘になり、衣服を破かれた後、幻影で攻撃を回避していた顕を倒したと油断した隙を突かれ、体を引き裂かれて絶命した。

## スタッフ
- 企画 - 金木怪男、天地悠太
- プロデューサー - 雅太郎、山田太郎、越中おさむ
- 監督・演出 - ふくもとかん
- 原作・脚本 - 金澤勝眞
- モンスターデザイン - 武藤技闇、中野鷺男
- レイアウト監修 - 武藤技闇
- 絵コンテ - 武藤技闇[1]、ふくもとかん/金澤勝眞[2]、中野鷺男[3]、ふくもとかん[4・6]、金澤勝眞[5]
- キャラクターデザイン - りんしん
- 作画監督 - りんしん[1・2・4・6]、朧月夜[3]、服部憲知/赤城輝[5]
- 美術監督 - 常盤庄司
- 色彩設計・色指定・検査 - 宮川はれみ
- 撮影監督 - 森口洋輔
- 音響監督 - 高橋剛
- 音楽 - 修羅徹
- 特殊効果 - 霧吹太
- 現像/テレシネ - 東京現像所
- 制作進行 - 小越康之
- 制作担当 - 三沢大地
- 制作 - ARMS
- 製作 - 『新世紀淫魔聖伝』製作委員会

## パッケージ
- 『新世紀 淫魔聖伝』第一章 2001年3月25日発売 GBBH-1051
- 『新世紀 淫魔聖伝』第二章 2001年7月25日発売 GBBH-1052
- 『新世紀 淫魔聖伝』第三章 2001年11月25日発売 GBBH-1053
- 『新世紀 淫魔聖伝』第四章 2002年3月25日発売 GBBH-1054
- 『新世紀 淫魔聖伝』第五章 2002年6月25日発売 GBBH-1055
- 『新世紀 淫魔聖伝』第六章 2002年10月25日発売 GBBH-1056
- 『新世紀 淫魔聖伝』 PREMIUM COLLECTORS VERSION 2009年11月20日発売 GBBH-9213
- 『新世紀 淫魔聖伝』 Special Edition 淫の章 2013年11月25日発売 WRLD-003
- 『新世紀 淫魔聖伝』 Special Edition 魔の章 2013年12月25日発売 WRLD-004